# 津田広喜
津田 廣喜（津田 広喜、つだ ひろき、1948年（昭和23年）8月11日 - ）は、日本の大蔵・財務官僚。財務省主計局長、財務事務次官、早稲田大学教授。北海道出身。

## 経歴
北海道天塩郡幌延町出身。1967年3月、北海道天塩高等学校卒業。1972年3月、東京大学法学部第2類（公法コース）卒業。
1972年4月、大蔵省入省（主計局総務課配属）。1973年4月、主計局法規課。1973年8月、名古屋国税局調査査察部。1974年8月、大臣官房調査企画課。1975年7月、大臣官房調査企画課調査主任。1976年7月、大臣官房調査企画課調査第二係長。1977年7月11日、苫小牧税務署長。1978年7月10日、大臣官房文書課課長補佐（管理・審査担当）兼大臣官房秘書課課長補佐（調査担当）。1980年7月、主計局総務課課長補佐（企画担当）。1981年7月、主計官補佐（公共事業第二係主査）（港湾、航空等の担当）。1983年6月、主計官補佐（建設第一、第二係主査）。1984年7月、主計官補佐（公共事業総括、第一係主査）（道路・治水担当）。1986年6月 - 関税局企画課課長補佐。
1987年7月、外務省研修所。1988年5月、経済協力開発機構日本政府代表部一等書記官、1989年1月、経済協力開発機構日本政府代表部参事官。
1991年6月19日、主計局主計企画官（財政計画担当）。1992年7月7日、主計局主計官（建設・公共事業担当）。1994年7月、主計局主計官（総務課：企画担当）。1996年7月12日、主計局総務課長。1997年7月15日、東海財務局長。1998年7月1日、大臣官房審議官（大臣官房担当）。1999年7月8日、主計局次長（末席）。2000年6月30日、主計局次長（次席）。2001年1月6日、財務省主計局次長（次席）。2001年7月10日、主計局次長（筆頭）（公共事業、農林水産、政府開発援助などを担当）。2002年8月8日、東京税関長。2003年1月14日、大臣官房総括審議官。
2004年7月2日、官房長。2006年7月28日、主計局長。2007年7月10日、財務事務次官。2008年7月4日、同退任。後任は杉本和行主計局長。財務省顧問就任。
2008年9月 早稲田大学大学院公共経営研究科教授(～2013年8月)。
2011年、三井住友海上火災保険株式会社顧問、格付投資情報センター顧問。2013年、三菱重工業株式会社取締役、株式会社大和証券グループ本社取締役。2014年7月、岩田合同法律事務所特別顧問。2015年6月、株式会社日本取引所グループ取締役会議長。この他、東京電力顧問を務めていた（天下り）。
2023年、瑞宝重光章受章。

## 大蔵省入省同期
- 木村幸俊（国税庁長官）
- 渡辺博史（国際協力銀行総裁、財務官）
- 五味廣文（新生銀行会長、金融庁長官）
- 武田宗高（JT副社長、内閣府審議官（沖縄担当））
- 藤本進（大臣官房審議官（関税局担当）、豊田章一郎娘婿）
- 滝本豊水（弁護士）
- 村木利雄（佐賀銀行会長、国税不服審判所次長、国税庁長官官房審議官（酒税担当））
- 中村修三（世界銀行東京事務所長）
- 豊田潤多郎
- 上田展嗣
- 塚田弘志
- 新原芳明
- 潮明夫

## 人物
かつて生家が付近に存在し、通学で利用していたJR宗谷本線・雄信内駅に、2023年3月頃に駅ノートを設置し、昔の駅や駅前の歴史を紹介した。